# Каннский кинофестиваль 2023
76-й Каннский международный кинофестиваль проходил с 16 по 27 мая 2023 года. Золотую пальмовую ветвь получила француженка Жюстин Трие за фильм «Анатомия падения», награды лучшим актёрам получили Кодзи Якусё за фильм «Идеальные дни» и Мерве Диздар за фильм «О сухой траве». В рубрике «Особый взгляд» победила британская картина «Как заниматься сексом».

## Подготовка к фестивалю
В конце июня 2022 года стало известно время проведения 76-го Каннского кинофестиваля: с 16 по 27 мая 2023 года. Дирекция фестиваля обратилась к деятелям киноиндустрии и любителям кино с приглашением в очередной раз собраться в Канне. Президентом фестиваля впервые стала женщина: продюсер из Германии Айрис Кноблох была выбрана в марте 2022 года на три сезона (2023—2025). Кноблох пообещала «приложить все усилия, чтобы фестиваль сохранил своё влияние в мире культуры».
2 ноября 2022 года начался приём заявок на участие в секции «Двухнедельник режиссёров». Дирекция пообещала «обращать особое внимание на проекты с уникальным кинематографическим языком, необычным повествованием и монтажом, в какой-то степени на рискованные фильмы».
Ожидается, что на фестивале состоится премьерный показ нового фильма Мартина Скорсезе «Убийцы цветочной луны». В начале апреля 2023 года было объявлено, что на фестивале состоится мировая премьера фильма «Индиана Джонс и Колесо судьбы». Фильм Джеймса Мэнголда будет показан вне конкурса.
Кинофестиваль открылся исторической драмой французского режиссёра Майвенн «Жанна Дюбарри». Полный состав программы был объявлен 13 апреля.

## Открытие фестиваля
Открытие 76-го Каннского кинофестиваля состоялось вечером 16 мая. Торжественная церемония состоялась в зале «Люмьер», где ведущая Кьяра Мастроянни пригласила на сцену членов международного жюри во главе со шведским режиссёром Рубеном Эстлундом. Ума Турман объявила о вручении Майклу Дугласу почетной «Золотой пальмовой ветви» за достижения в карьере и вклад в мировой кинематограф. После чего почётная гостья фестиваля Катрин Денёв объявила об открыли смотра. Фестиваль открыла историческая драма французского режиссёра Майвенн «Жанна Дюбарри» с Джонни Деппом в роли Людовика XV. По традиции первая картина была показана вне конкурса.

## Жюри

### Основной конкурс
- Рубен Эстлунд, режиссёр и сценарист ( Швеция) — председатель
- Жюлия Дюкурно, режиссёр и сценарист ( Франция)
- Дамиан Сифрон, режиссёр и сценарист ( Аргентина)
- Рунгано Ниони, режиссёр и сценарист ( Замбия,  Великобритания)
- Бри Ларсон, актриса, певица и режиссёр ( США)
- Пол Дано, актёр, режиссёр, сценарист, продюсер и музыкант ( США)
- Дени Меноше, актёр ( Франция)
- Марьям Тузани, режиссёр ( Марокко)
- Атик Рахими, писатель и режиссёр ( Афганистан,  Франция)[9]

### Особый взгляд
- Джон Си Райли, актёр ( США) — председатель
- Дэйви Чоу, режиссёр и продюсер ( Франция)
- Алис Винокур, режиссёр и сценарист ( Франция)
- Паула Бер, актриса ( Германия)
- Эмили Декенн, актриса ( Бельгия)[10]

### Золотая камера
- Анаис Демустье, актриса ( Франция) — председатель
- Рафаэль Персонна, актёр ( Франция)
- Натали Дюран, оператор-постановщик ( Франция)
- Микаэль Бюш, режиссёр и сценарист ( Франция)
- Софи Фрилле, глава компании Titrafilm ( Франция)
- Николя Маркаде, кинокритик и журналист ( Франция)[11]

## Официальная программа
| Победители выделены отдельным цветом |

### Основной конкурс
В основном конкурсе участвовал 21 фильм:
| Название          | Оригинальное название        | Режиссёр            | Страна                                                |
| ----------------- | ---------------------------- | ------------------- | ----------------------------------------------------- |
| Зона интересов    | The Zone of Interest         | Джонатан Глейзер    | Великобритания · Польша · США                         |
| Город астероидов  | Asteroid City                | Уэс Андерсон        | США                                                   |
| Клуб Зеро         | Club Zero                    | Джессика Хаузнер    | Австрия · Великобритания · Германия · Франция · Дания |
| Опавшие листья    | Kuolleet lehdet              | Аки Каурисмяки      | Финляндия                                             |
| Дочери Ольфы      | Les filles d’Olfa            | Каутер Бен Ханья    | Тунис · Франция · Германия                            |
| Анатомия падения  | Anatomie d’une chute         | Жюстин Трие         | Франция                                               |
| Монстр            | 怪物                         | Хирокадзу Корээда   | Япония                                                |
| Май, декабрь      | May December                 | Тодд Хейнс          | США                                                   |
| Подстрекательница | Firebrand                    | Карим Айнуз         | Великобритания                                        |
| Паб «Старый дуб»  | The Old Oak                  | Кен Лоуч            | Великобритания                                        |
| Банель и Адама    | Banel et Adama               | Рамата-Тулай Си     | Мали · Сенегал · Франция                              |
| Идеальные дни     | Perfect Days                 | Вим Вендерс         | Япония · Германия                                     |
| Молодость         | 青春                         | Ван Бин             | Китай                                                 |
| Великая магия     | Il sol dell’avvenire         | Нанни Моретти       | Италия · Франция                                      |
| О сухой траве     | Kuru Otlar Üstüne            | Нури Бильге Джейлан | Турция · Франция · Германия · Швеция                  |
| Запретная страсть | L'été dernier                | Катрин Брейя        | Франция                                               |
| Рецепт любви      | La Passion de Dodin Bouffant | Чан Ань Хунг        | Франция                                               |
| Похищенный        | Rapito                       | Марко Беллоккьо     | Италия · Франция · Германия                           |
| Химера            | La chimera                   | Аличе Рорвахер      | Италия · Франция · Швейцария                          |
| Чёрные мухи       | Black Flies                  | Жан-Стефан Совер    | США                                                   |
| Возвращение       | Le retour                    | Катрин Корсини      | Франция                                               |

### Особый взгляд
Следующие фильмы участвовали в программе:
| Название              | Оригинальное название | Режиссёр                         | Страна                                                                                         |
| --------------------- | --------------------- | -------------------------------- | ---------------------------------------------------------------------------------------------- |
| Преступники           | Los Delincuentes      | Родриго Морено                   | Аргентина · Бразилия · Люксембург · Чили                                                       |
| Как заниматься сексом | How to Have Sex       | Молли Мэннинг Уокер              | Великобритания                                                                                 |
| Прощай, Джулия        | Goodbye Julia         | Мохамед Кордофани                | Судан · Швеция · Германия · Саудовская Аравия · Франция · Египет                               |
| Цветок Бурити         | Crowrã                | Рене Надер Мессора Жуан Салавиза | Португалия · Бразилия                                                                          |
| Простой, как Сильвен  | Simple comme Sylvain  | Мония Шокри                      | Канада                                                                                         |
| Матерь всей лжи       | كذب أبيض              | Асмаэ Эль Мудир                  | Марокко · Египет · Саудовская Аравия                                                           |
| Поселенцы             | Los Colonos           | Фелипе Гальвес                   | Аргентина · Чили · Великобритания · Китайская Республика · Германия · Швеция · Франция · Дания |
| Омен                  | Augure                | Балоджи                          | Бельгия · ДР Конго · Нидерланды · Германия · ЮАР                                               |
| Сломанный лёд         | 燃冬                  | Энтони Чэнь                      | Китай                                                                                          |
| Розали                | Rosalie               | Стефани Ди Джусто                | Франция · Бельгия                                                                              |
| Новенький             | The New Boy           | Уорик Торнтон                    | США · Австралия                                                                                |
| Если я смогу заснуть  | Баавгай болохсон      | Пурэвдашийн Золжаргал            | Монголия                                                                                       |
| Безнадёга             | 화란                  | Ким Чхан Хун                     | Республика Корея                                                                               |
| Пакеты                | Les meutes            | Камаль Лазрак                    | Франция                                                                                        |
| Земные стихии         | آیه‌های زمینی          | Али Асгари Алиреза Хатами        | Иран                                                                                           |
| Царство животных      | Le règne animal       | Тома Кайе                        | Франция                                                                                        |
| Только река течёт     | 河边的错误            | Вэй Шуцзюнь                      | Китай                                                                                          |
| Одна ночь             | Une nuit              | Алекс Лютц                       | Франция                                                                                        |
| Нечего терять         | Rien à perdre         | Дельфин Деложе                   | Франция                                                                                        |
| Салем                 | Salem                 | Жан-Бернар Марлин                | Франция                                                                                        |

### Вне конкурса
Следующие фильмы, а также один сериал были отобраны для показа вне конкурса:
| Название                      | Оригинальное название                 | Режиссёр        | Страна                 |
| ----------------------------- | ------------------------------------- | --------------- | ---------------------- |
| Убийцы цветочной луны         | Killers of the Flower Moon            | Мартин Скорсезе | США                    |
| Кумир                         | The Idol                              | Сэм Левинсон    | США                    |
| В паутине                     | 거미집                                | Ким Чжи Ун      | Республика Корея       |
| Индиана Джонс и Колесо судьбы | Indiana Jones and the Dial of Destiny | Джеймс Мэнголд  | США                    |
| Жанна Дюбарри                 | Jeanne du Barry                       | Майвенн         | Франция Великобритания |
| Элементарно                   | Elemental                             | Питер Сон       | США                    |
| Аббат Пьер                    | L’abbé Pierre                         | Фредерик Теллье | Франция                |

## Награды

### Официальная программа

#### Основной конкурс
- Золотая пальмовая ветвь — «Анатомия падения», реж. Жюстин Трие (Франция)
- Гран-при — «Зона интересов», реж. Джонатан Глейзер (Великобритания, Польша, США)
- Приз жюри — «Опавшие листья», реж. Аки Каурисмяки (Финляндия)
- Приз за лучшую режиссуру — «Рецепт любви», реж. Чан Ань Хунг (Франция)
- Приз за лучший сценарий — «Монстр» — Юдзи Сакамото (Япония)
- Приз за лучшую мужскую роль — «Идеальные дни» — Кодзи Якусё (Япония, Германия)
- Приз за лучшую женскую роль — «О сухой траве» — Мэрвэ Диздар (Турция)
- Золотая камера за лучший дебютный фильм — «Внутри жёлтой оболочки кокона», реж. Фам Тиен Ан (Вьетнам, Франция, Сингапур)
- Почётная Золотая пальмовая ветвь — Майкл Дуглас[16] и Харрисон Форд[17]

#### Особый взгляд
- Гран-при — «Как заниматься сексом», реж. Молли Мэннинг Уокер (Великобритания)

### Независимые награды
- Приз ФИПРЕССИ[18]:
  - Основной конкурс — «Зона интересов», реж. Джонатан Глейзер (Великобритания, Польша, США)
  - Особый взгляд — «Поселенцы», реж. Фелипе Гальвес (Аргентина, Чили, Великобритания, Китайская Республика, Германия, Швеция, Франция, Дания)
  - Параллельная секция — «Аллея власти», реж. Лилла Халла (Бразилия, Франция, Уругвай)
- Приз экуменического жюри — «Идеальные дни», реж. Вим Вендерс (Япония, Германия)[19]